# Болгаро-индийские отношения

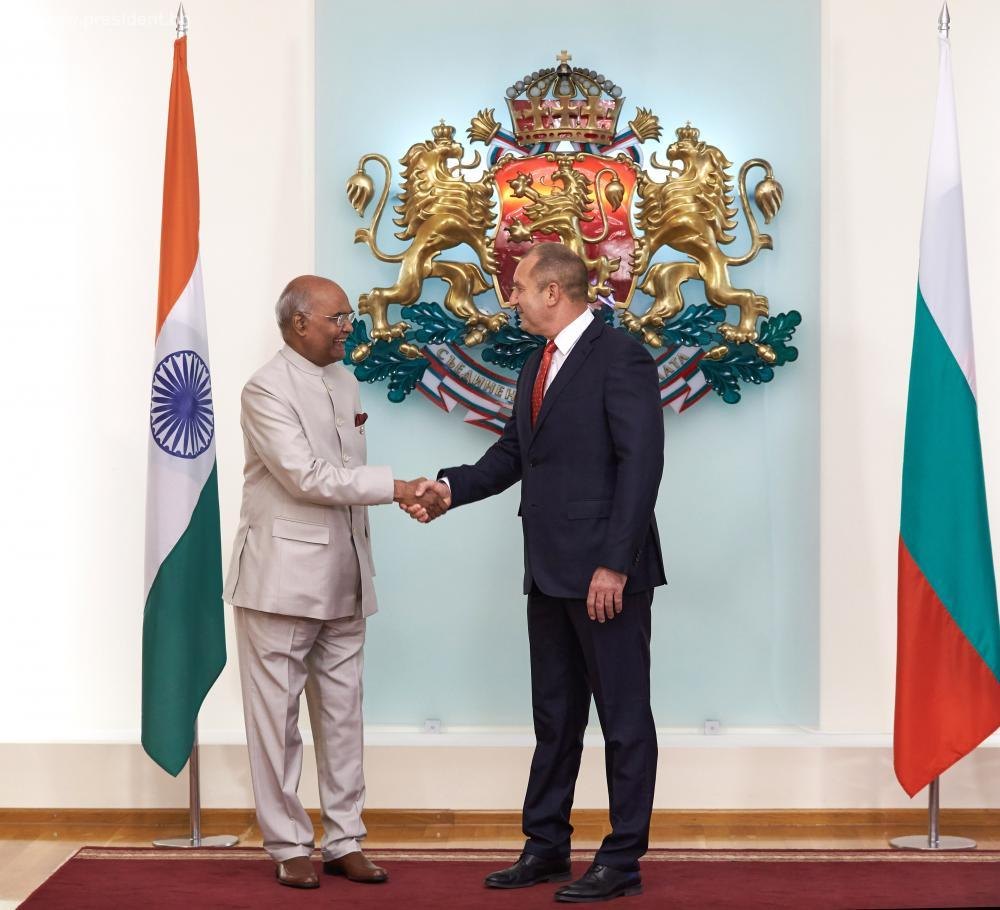
Рам Натх Ковинд (слева) и Румен Радев (справа) в Болгарии, 2018 год

Болгаро-индийские отношения (болг. Българо-индийските отношения, хинди बुल्गारिया-भारत संबंध) — двусторонние международные отношения между Республикой Болгария и Республикой Индия.
Болгария имеет посольство в Нью-Дели и почётные консульства на территории Хайдарабада, Калькутты и Мумбаи. Помимо этого, посольство совместно аккредитовано в Бангладеш, Непале, Шри-Ланке, Бутане и на Мальдивах. У Индии есть посольство в Софии, которое также совместно аккредитовано в Северной Македонии.
В середине 1954 года на территории Москвы прошли переговоры между Болгарией и Индией, а в декабре 1954 года между ними были установлены дипломатические отношения.
Болгария открыла свою дипломатическую миссию в Нью-Дели в апреле 1955 года, преобразованную в посольство в марте 1961 года. С июля 1955 года по апрель 1970 года дипломатические представители Индии и Болгарии проживали в Белграде и Бухаресте. Индия открыла своё посольство в Софии в 1970 году.
В октября 1967 года Болгарию посетила Индира Ганди, став первым премьер-министром Индии, посетившим страну. В января 1969 года Индию посетил Тодор Живков, став первым премьер-министром Болгарии, посетившим Индию. Помимо этого Болгарию посещали несколько Президентов Индии: в 1976 году Болгарию посетил 3-й Президент Индии Варахагири Венката Гири, в 1980 году президент Нилам Санджива Редди, в 1994 году Шанкар Даял Шарма и президент Абдул Калам в 2003 году. Также Индию посещали президент Болгарии Пётр Стоянов в 1998 году и премьер-министры Болгарии Станко Тодоров в 1974 и 1980 годах и Сергей Станишев в 2007 году.
Первый двусторонний протокол о торговом обмене между Индией и Болгарией был подписан в Нью-Дели 16 сентября 1956 года. Первое соглашение об экономическом, научном и техническом сотрудничестве было подписано в Софии 2 мая 1967 года. Совместная комиссия по экономическому и научно-техническому сотрудничеству (с подразделениями машиностроения, электроники, сельского хозяйства, химии, оборонной промышленности, пищевой промышленности и т. д.) была создана в ноябре 1973 года. В 1975 году было подписано первое культурное соглашение между Болгарией и Индией.

## Торгово-экономические отношения
| Годы      | Экспорт Индии в Болгарию (млн. $ США) | Импорт Индии из Болгарии (млн. $ США) | Общий объём торговли (млн. $ США) | Примечания |
| --------- | ------------------------------------- | ------------------------------------- | --------------------------------- | ---------- |
| 2013—2014 | 168,10                                | 93,65                                 | 261,75                            | [ 7 ]      |
| 2014—2015 | 266,45                                | 103,66                                | 370,11                            | [ 7 ]      |
| 2015—2016 | 145,53                                | 93,72                                 | 239,26                            | [ 7 ]      |
| 2016—2017 | 239,53                                | 182,22                                | 421,75                            | [ 7 ]      |
| 2017—2018 | 173,24                                | 141,94                                | 315,18                            | [ 7 ]      |
| 2018—2019 | 212,43                                | 125,66                                | 338,09                            | [ 7 ]      |
| 2019—2020 | 110,04                                | 100,86                                | 210,90                            | [ 7 ]      |

## Культурные отношения
До 2020 года Индия и Болгария подписали 17 программ культурного обмена, последняя из которых была подписана в Нью-Дели в марте 2018 года на период 2018—2020 годов. Важным этапом развития литературных отношений между Болгарией и Индией стал визит Рабиндраната Тагора в Болгарию в 1926 году. Среди индийских произведений в Болгарии популярны «Рамаяна», «Махабхарата», «Веды», «Упанишады», «Бхагавад-гита» и «Панчатантра», а среди индийских писателей в Болгарии популярны Премчанд, Мулк Радж Ананд, Амрита Притам и другие. Аналогичным образом, литературные произведения таких болгарских авторов как Христо Ботев, Христо Смирненски и Никола Вапцаров широко переводятся на языки, на которых разговаривают в Индии.